# موتزانا دل تورنیانو
موتزانا دل تورنیانو (به ایتالیایی: Muzzana del Turgnano) یک کومونه در ایتالیا است که در استان اودینه واقع شده‌است. موتزانا دل تورنیانو ۲۴٫۴ کیلومتر مربع مساحت و ۲٬۷۲۸ نفر جمعیت دارد و ۷ متر بالاتر از سطح دریا واقع شده‌است.